# Felden
Felden – wieś w Anglii, w hrabstwie Hertfordshire, w dystrykcie Dacorum. Leży 28 km na zachód od miasta Hertford i 34 km na północny zachód od centrum Londynu.